# Saint-Christophe-du-Luat
Saint-Christophe-du-Luat ist eine Ortschaft und eine Commune déléguée in der französischen Gemeinde Évron mit 780 Einwohnern (Stand: 1. Januar 2022) im Département Mayenne in der Region Pays de la Loire. Die Einwohner werden Luatais genannt.
Die Gemeinde Saint-Christophe-du-Luat wurde am 1. Januar 2019 mit Évron und Châtres-la-Forêt zur Commune nouvelle Évron zusammengeschlossen. Sie hat seither den Status einer Commune déléguée. Die Gemeinde Saint-Christophe-du-Luat gehörte zum Arrondissement Mayenne und zum Kanton Évron.

## Geographie
Saint-Christophe-du-Luat liegt etwa 19 Kilometer ostnordöstlich von Laval am Flüsschen Places. Umgeben wurde die Gemeinde Saint-Christophe-du-Luat von den Nachbargemeinden Brée im Norden und Nordwesten, Neau im Norden, Évron im Nordosten, Châtres-la-Forêt im Osten und Südosten, Livet im Süden, La Chapelle-Rainsouin im Südwesten sowie Montsûrs im Westen.

## Bevölkerungsentwicklung
| Jahr                       | 1962 | 1968 | 1975 | 1982 | 1990 | 1999 | 2006 | 2013 |
| Einwohner                  | 505  | 528  | 541  | 526  | 523  | 553  | 703  | 786  |
| Quellen: Cassini und INSEE |      |      |      |      |      |      |      |      |

## Sehenswürdigkeiten
- Reste einer Turmhügelburg (Motte), seit 1984 Monument historique
- Kirche Saint-Christophe aus dem 11. Jahrhundert
- Herrenhaus La Chesnelière aus dem 16. Jahrhundert mit Portal, seit 1927 Monument historique
- Schloss Montecler, seit 2011 Monument historique
- Windmühlenruine von La Boissière

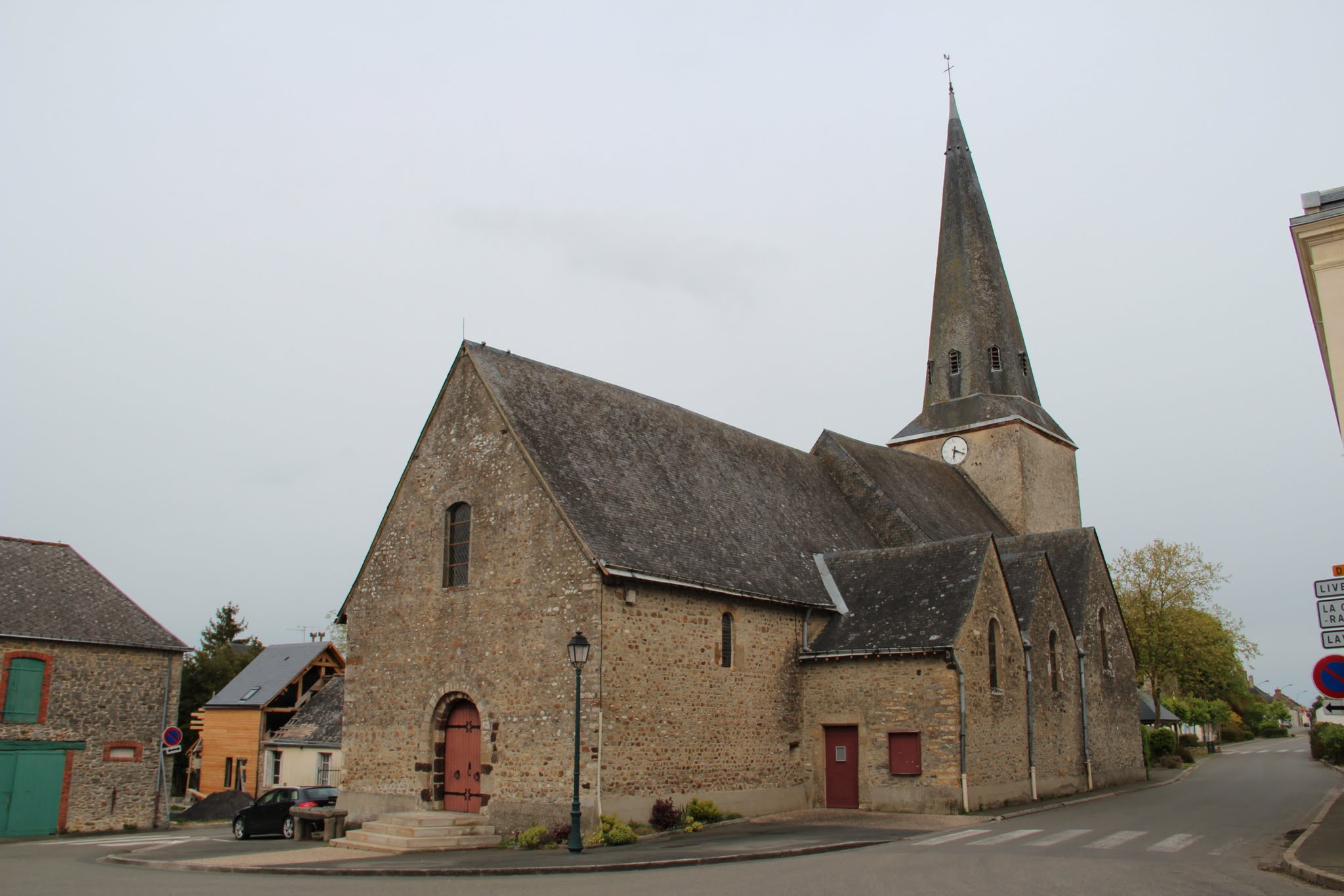
Kirche Saint-Christophe
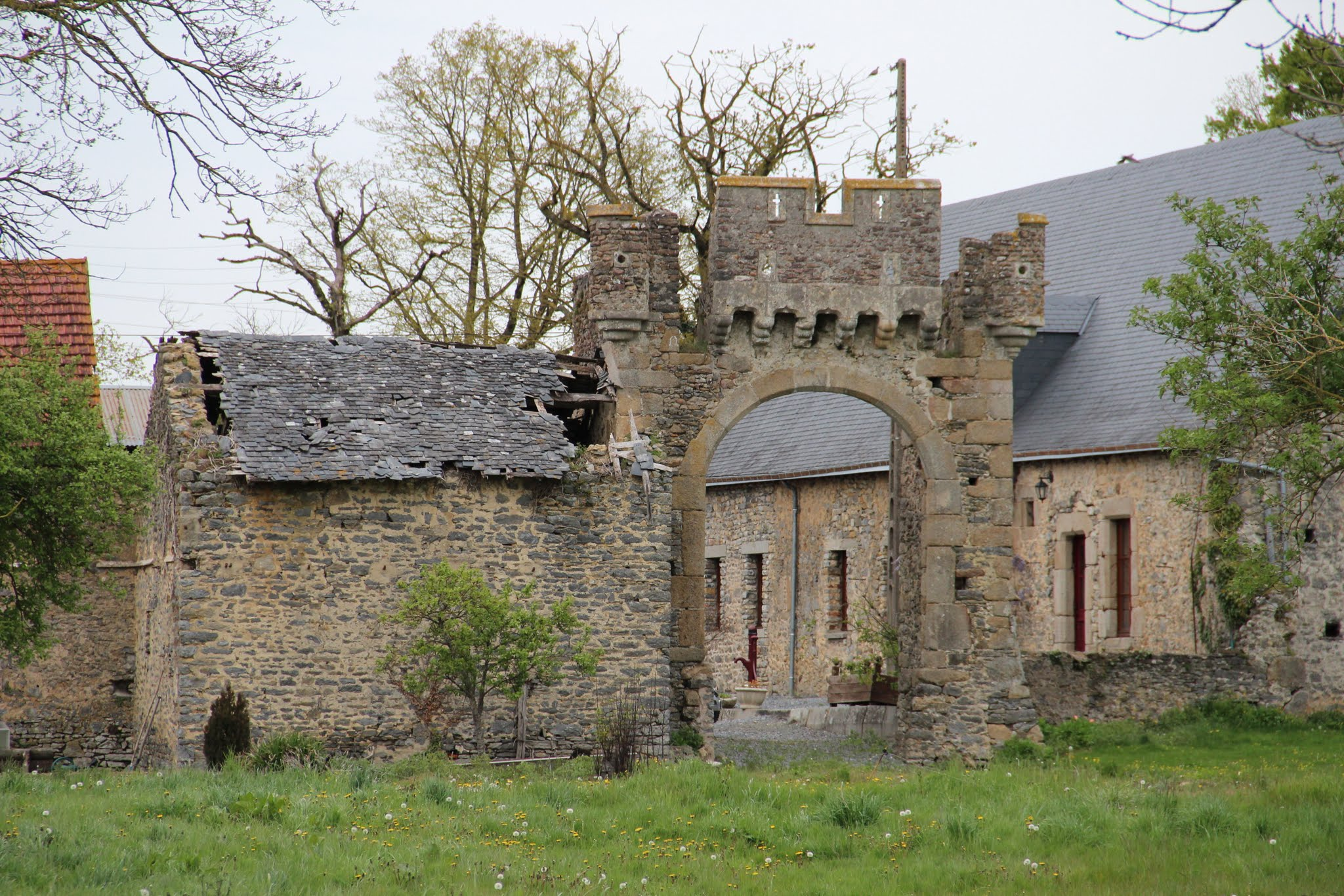
Herrenhaus von La Chesnelière
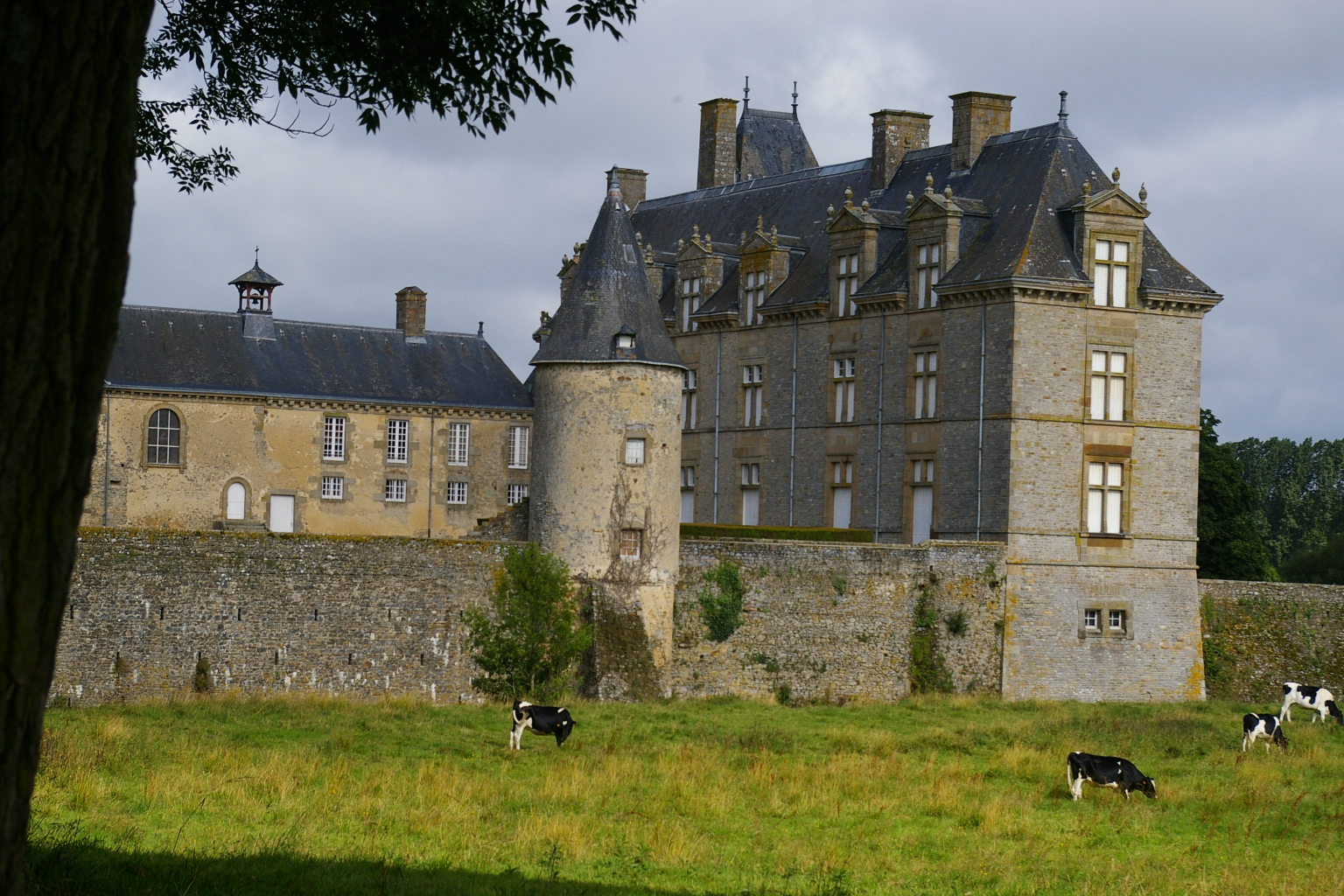
Schloss Montecler
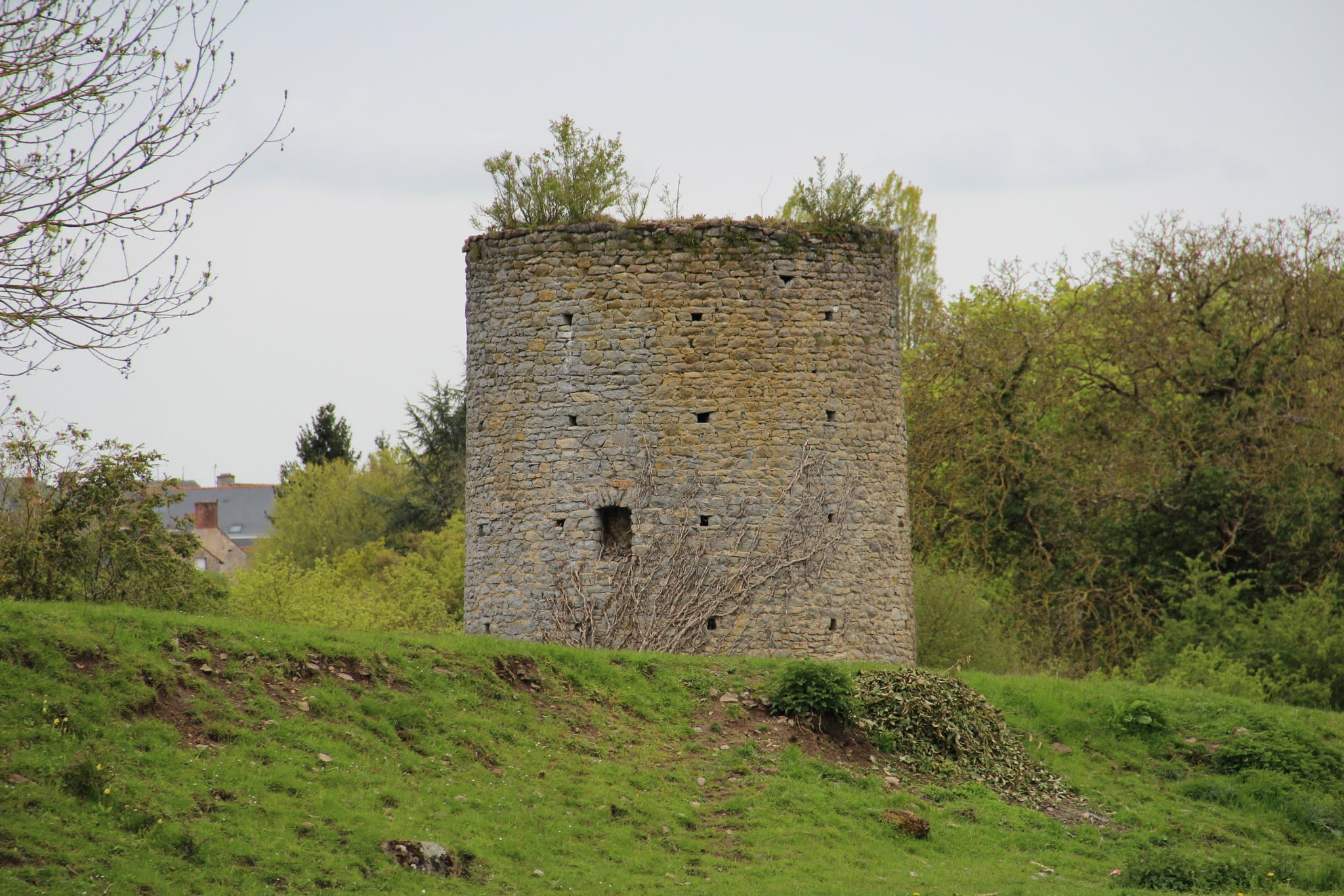
Ruine der Windmühle von La Boissière